# Divisió d'Enginys Blindats
La Divisió d'Enginys Blindats (DIB) va ser una unitat de carros de combat de l'Exèrcit Popular de la República creada durant la Guerra civil espanyola.

## Historial
Quan va començar la Guerra civil, la República va retenir solament alguns carros de combat com els Renault FT-17, a més de tanquetes i autoblindats. Va ser a partir de l'arribada del material soviètic, amb els tancs T-26, BT-5 i els autoblindats BA-6, quan es van començar a organitzar les primeres unitats de combat. A la fi de 1936 era creada la "Brigada de Carros de Combat", composta per quatre batallons de carros T-26 i una companyia de reconeixement equipada amb autoblindats BA-6.

Organigrama de la Divisió d'Enginys Blindats.

A l'octubre de 1937 es constitueix finalment la divisió per a agrupar les forces blindades republicanes. Va quedar composta per dues brigades blindades, un Regiment de Carros pesats i una Brigada d'Infanteria. El Regiment de Carros pesats estava equipat amb els nous tancs BT-5, manejats per tripulacions soviètiques. No obstant això, la divisió no va actuar com a tal atès que les unitats que la componien es trobaven disperses per diversos fronts i actuaven de forma independent. Una altra circumstància a tenir en compte va ser que a hores d'ara de la guerra els republicans havien relegat el paper dels tancs al de suport de la infanteria.
A la fi de 1937 estava prevista la seva intervenció en una ofensiva en el front d'Extremadura, al costat d'altres tropes de l'Exèrcit de Maniobra, encara que els plans van ser posposats en favor d'una ofensiva a Terol. Però per a la primavera de 1938 les Forces blindades republicanes es trobaven molt desgastades. El mes de maig el coronel Sánchez-Paredes va redactar un informe en el qual recomanava la compra d'uns altres 300 tancs T-26:
| « | ...per a evitar la desaparició dels batallons actuals, el material dels quals, molt cansat amb la sola excepció dels vint-i-cinc tancs T-26 últimament rebuts, està arribant al límit de la seva resistència i minvament ràpid i incessantment [sic] per l'abús i mal ús que es fa d'ell en els camps de batalla. | » |

A mitjan 1938, després del tall en dos de la zona republicana, la divisió es va desdoblegar en dues: una agregada al Grup d'Exèrcits de la Regió Central (GERC) i una altra al Grup d'Exèrcits de la Regió Oriental (GERO). L'última operació en què van intervenir a gran escala les forces blindades republicanes va ser durant la batalla de l'Ebre.

## Comandaments
En el moment de la seva creació el coronel Rafael Sánchez-Paredes ostentava la prefectura de la unitat, mentre que el també coronel Enrique Navarro Abuja era el Cap d'Estat Major. Luis Sendín López, del PCE, exercí com a comissari polític de la unitat.